# 2000年
2000年（2000 ねん）は、西暦（グレゴリオ暦）による、土曜日から始まる閏年。平成12年。
400年ぶりの世紀末閏年（20世紀最後の年）である。西暦2000年代最初の年でもありミレニアムとも呼ばれ、Y2Kと表記されることもある。
この項目では、国際的な視点に基づいた2000年について記載する。

## 他の紀年法
- 干支：庚辰（かのえ たつ）
- 日本（月日は一致）
  - 平成12年
  - 皇紀2660年
- 大韓民国（月日は一致）
  - 檀紀4333年
- 中華民国（月日は一致）
  - 中華民国89年
- 朝鮮民主主義人民共和国（月日は一致）
  - 主体89年
- 仏滅紀元：2542年 - 2543年
- イスラム暦：1420年9月24日 - 1421年10月4日
- ユダヤ暦：5760年4月23日 - 5761年4月5日
- Unix Time：946684800 - 978307199
- 修正ユリウス日 (MJD)：51544 - 51909
- リリウス日 (LD)：152385 - 152750

## カレンダー
| 1月 |    |    |    |    |    |    |
| 日  | 月 | 火 | 水 | 木 | 金 | 土 |
|     |    |    |    |    |    | 1  |
| 2   | 3  | 4  | 5  | 6  | 7  | 8  |
| 9   | 10 | 11 | 12 | 13 | 14 | 15 |
| 16  | 17 | 18 | 19 | 20 | 21 | 22 |
| 23  | 24 | 25 | 26 | 27 | 28 | 29 |
| 30  | 31 |    |    |    |    |    |
|     |    |    |    |    |    |    |

| 2月 |    |    |    |    |    |    |
| 日  | 月 | 火 | 水 | 木 | 金 | 土 |
|     |    | 1  | 2  | 3  | 4  | 5  |
| 6   | 7  | 8  | 9  | 10 | 11 | 12 |
| 13  | 14 | 15 | 16 | 17 | 18 | 19 |
| 20  | 21 | 22 | 23 | 24 | 25 | 26 |
| 27  | 28 | 29 |    |    |    |    |
|     |    |    |    |    |    |    |

| 3月 |    |    |    |    |    |    |
| 日  | 月 | 火 | 水 | 木 | 金 | 土 |
|     |    |    | 1  | 2  | 3  | 4  |
| 5   | 6  | 7  | 8  | 9  | 10 | 11 |
| 12  | 13 | 14 | 15 | 16 | 17 | 18 |
| 19  | 20 | 21 | 22 | 23 | 24 | 25 |
| 26  | 27 | 28 | 29 | 30 | 31 |    |
|     |    |    |    |    |    |    |

| 4月 |    |    |    |    |    |    |
| 日  | 月 | 火 | 水 | 木 | 金 | 土 |
|     |    |    |    |    |    | 1  |
| 2   | 3  | 4  | 5  | 6  | 7  | 8  |
| 9   | 10 | 11 | 12 | 13 | 14 | 15 |
| 16  | 17 | 18 | 19 | 20 | 21 | 22 |
| 23  | 24 | 25 | 26 | 27 | 28 | 29 |
| 30  |    |    |    |    |    |    |
|     |    |    |    |    |    |    |

| 5月 |    |    |    |    |    |    |
| 日  | 月 | 火 | 水 | 木 | 金 | 土 |
|     | 1  | 2  | 3  | 4  | 5  | 6  |
| 7   | 8  | 9  | 10 | 11 | 12 | 13 |
| 14  | 15 | 16 | 17 | 18 | 19 | 20 |
| 21  | 22 | 23 | 24 | 25 | 26 | 27 |
| 28  | 29 | 30 | 31 |    |    |    |
|     |    |    |    |    |    |    |

| 6月 |    |    |    |    |    |    |
| 日  | 月 | 火 | 水 | 木 | 金 | 土 |
|     |    |    |    | 1  | 2  | 3  |
| 4   | 5  | 6  | 7  | 8  | 9  | 10 |
| 11  | 12 | 13 | 14 | 15 | 16 | 17 |
| 18  | 19 | 20 | 21 | 22 | 23 | 24 |
| 25  | 26 | 27 | 28 | 29 | 30 |    |
|     |    |    |    |    |    |    |

| 7月 |    |    |    |    |    |    |
| 日  | 月 | 火 | 水 | 木 | 金 | 土 |
|     |    |    |    |    |    | 1  |
| 2   | 3  | 4  | 5  | 6  | 7  | 8  |
| 9   | 10 | 11 | 12 | 13 | 14 | 15 |
| 16  | 17 | 18 | 19 | 20 | 21 | 22 |
| 23  | 24 | 25 | 26 | 27 | 28 | 29 |
| 30  | 31 |    |    |    |    |    |
|     |    |    |    |    |    |    |

| 8月 |    |    |    |    |    |    |
| 日  | 月 | 火 | 水 | 木 | 金 | 土 |
|     |    | 1  | 2  | 3  | 4  | 5  |
| 6   | 7  | 8  | 9  | 10 | 11 | 12 |
| 13  | 14 | 15 | 16 | 17 | 18 | 19 |
| 20  | 21 | 22 | 23 | 24 | 25 | 26 |
| 27  | 28 | 29 | 30 | 31 |    |    |
|     |    |    |    |    |    |    |

| 9月 |    |    |    |    |    |    |
| 日  | 月 | 火 | 水 | 木 | 金 | 土 |
|     |    |    |    |    | 1  | 2  |
| 3   | 4  | 5  | 6  | 7  | 8  | 9  |
| 10  | 11 | 12 | 13 | 14 | 15 | 16 |
| 17  | 18 | 19 | 20 | 21 | 22 | 23 |
| 24  | 25 | 26 | 27 | 28 | 29 | 30 |
|     |    |    |    |    |    |    |

| 10月 |    |    |    |    |    |    |
| 日   | 月 | 火 | 水 | 木 | 金 | 土 |
| 1    | 2  | 3  | 4  | 5  | 6  | 7  |
| 8    | 9  | 10 | 11 | 12 | 13 | 14 |
| 15   | 16 | 17 | 18 | 19 | 20 | 21 |
| 22   | 23 | 24 | 25 | 26 | 27 | 28 |
| 29   | 30 | 31 |    |    |    |    |
|      |    |    |    |    |    |    |

| 11月 |    |    |    |    |    |    |
| 日   | 月 | 火 | 水 | 木 | 金 | 土 |
|      |    |    | 1  | 2  | 3  | 4  |
| 5    | 6  | 7  | 8  | 9  | 10 | 11 |
| 12   | 13 | 14 | 15 | 16 | 17 | 18 |
| 19   | 20 | 21 | 22 | 23 | 24 | 25 |
| 26   | 27 | 28 | 29 | 30 |    |    |
|      |    |    |    |    |    |    |

| 12月 |    |    |    |    |    |    |
| 日   | 月 | 火 | 水 | 木 | 金 | 土 |
|      |    |    |    |    | 1  | 2  |
| 3    | 4  | 5  | 6  | 7  | 8  | 9  |
| 10   | 11 | 12 | 13 | 14 | 15 | 16 |
| 17   | 18 | 19 | 20 | 21 | 22 | 23 |
| 24   | 25 | 26 | 27 | 28 | 29 | 30 |
| 31   |    |    |    |    |    |    |
|      |    |    |    |    |    |    |

## できごと

### 主な出来事
世界の主な出来事
ニュースが世界を駆け巡った出来事 
- 初めての南北朝鮮の首脳会談が開催された[1]。
- この年のアメリカの大統領選挙で民主党のアル・ゴア候補と共和党のジョージ・W・ブッシュ候補が大接戦となり、僅差でブッシュが当選した[1]。
- ロシアの大統領選挙でウラジーミル・プーチンが当選[1]。
- パレスチナ騒乱が拡大した[1]。
- この年の台湾総統選挙で陳水扁が当選した[1]。
- ロシアの原子力潜水艦クルスクが沈没し乗組員118人全員が死亡[1]。
- ユーゴスラビア連邦共和国のミロシェビッチ大統領による独裁体制が崩壊した[1]。
- AOLとタイム・ワーナーが合併で合意した[1]。
- コンコルドが墜落し、乗員・乗客・地上の人など113名が死亡した[1]。

各国の主な出来事
Category:2000年の各国を参照

### 1月
- 1月1日
  - 西暦2000年代最初の日。2000年問題の発生が注目されたが大きな問題は起きずに無事年越し[2][3]。
  - イギリス・ロンドンのミレニアム・ドームで、「ロングプレイヤー」の演奏が開始される（千年後の2999年12月31日に演奏終了予定[4]）。
  - 中国の検索エンジン百度（バイドゥ）設立。
- 1月10日 - アメリカ・オンライン (AOL) が米タイム・ワーナー買収を発表。
- 1月11日 - トヨタ・エスティマの2000年代初のフルモデルチェンジが行われた。
- 1月中旬 - ボリビアでコチャバンバ水紛争勃発。

### 2月
- 2月2日 - 888年8月28日以来、1112年ぶりに年月日全ての数字が偶数になる。
- 2月17日 - Microsoft Windows 2000が日米欧同時発売。
- 2月29日 - 2000年問題のうちの閏日問題が発生、コンピュータの不具合が複数発生する。

### 3月
- 3月4日 - ソニー・コンピュータエンタテインメント (SCEI) が日本で大ヒットゲーム機械「PlayStation 2」を発売。欧米の各地や豪州などでも同年中に発売した（後節「#ゲーム」も参照）。
- 3月18日 - 台湾の総統選挙が行われ、民主進歩党の陳水扁が当選。
- 3月31日 - 北海道の有珠山が噴火したが、避難が完了しており、死傷者を出さなかった。

### 4月
- 4月15日 - ワシントンD.C.にて反グローバリゼーションの大規模デモ（英語版）（4月16日まで）。

### 5月
- 5月3日 - 西鉄バスジャック事件
- 5月7日 - ウラジーミル・プーチンがロシア大統領に就任。

### 6月
- 6月1日 - ハノーバ万博がドイツで開幕（〜10月31日）。
- 6月12日 - リオデジャネイロバスジャック事件。男が拳銃を持って路線バスに乗り込み、乗客を人質に計4時間立て籠もる。
- 6月13日 - 朝鮮半島の分断後55年で初の南北首脳会談。
- 6月22日 - 航空連合・スカイチームが設立。
- 6月26日 - ヒトゲノム、ドラフト配列の終了を宣言。

### 7月
- 7月21日 - 九州・沖縄で第26回主要国首脳会議（九州・沖縄サミット）が開催される（23日までの3日間）。
- 7月23日 - ゴルフのタイガー・ウッズが全英オープンに優勝。史上最年少（24歳）でのグランドスラム達成。
- 7月25日 - エールフランス4590便がパリ郊外のホテルに激突して113人死亡。（コンコルド墜落事故）
- 7月25日 - アメリカの仲介により7月11日から続いていたイスラエルとパレスチナの中東和平交渉が決裂。聖地エルサレムの帰属権をめぐり対立。

### 8月
- 8月12日 - ロシア原子力潜水艦事故発生。乗組員118人は全員死亡。

### 9月
- 9月1日 - 1994年夏からのアメリカ株式市場の高騰が、この日（S&P 500指数で1530.09）大天井をつける。
- 9月6日〜8日 - 国連設立以来最大規模となる189の加盟国の首脳らが参加する国連ミレニアム・サミット（英語版）がニューヨークで開催され、8日の本会議では国連ミレニアム宣言が採択された。この宣言をもとに2015年までの国際目標として、ミレニアム開発目標 (MDGs) が2001年に取りまとめられている[5][6][7]。
- 9月15日 - シドニーオリンピック開幕（〜10月1日）。
- 9月23日 - 「Microsoft Windows Me」日本語版発売。
- 9月28日 - パレスチナ問題：野党時代のリクード党首アリエル・シャロンが神殿の丘に立ち入り、第二次インティファーダの契機となる。

### 10月
- 10月6日 - ユーゴスラビアでブルドーザー革命が発生し、スロボダン・ミロシェヴィッチ政権が崩壊。
- 10月8日 - リトアニアで議会選挙が実施される。社会民主連立政権が勝利。
- 10月12日
  - 米艦コール襲撃事件発生。イエメンのアデン港でアルカーイダメンバーによる自爆テロ。米兵17名が死亡。
  - サッカーアジアカップがレバノンで開催される。（‐10月29日）
- 10月13日 - 金大中韓国大統領にノーベル平和賞が贈られる。
- 10月23日 - ボードゲーム「モノポリー」の世界選手権（第11回）開催。
- 10月29日 - 西太平洋地域のポリオ根絶[8]。
- 10月31日 - シンガポール機が台湾中正国際空港（現：台湾桃園国際空港）で離陸に失敗して墜落炎上、83人死亡。（シンガポール航空006便離陸失敗事故）

### 11月
- 11月4日 - ギリシャで日本人ツアー客の乗ったバスが乗っ取られる。
- 11月7日 - 米大統領選でブッシュとゴアの大接戦。
- 11月10日 - イチロー選手の独占交渉権をシアトル・マリナーズが1300万ドル余りで獲得。19日に3年契約で合意し、28日に渡米。30日に3年総額1400万ドルで正式契約を結び、日本人野手初のメジャーリーガーとなった[注 2][注 3]。
- 11月11日 - トンネル内の火災で日本人ツアー客10人含む155人が死亡。（オーストリアケーブルカー火災事故）
- 11月19日 - ペルーのフジモリ政権が崩壊。
- 11月28日 - トヨタカップ第21回大会でボカ・ジュニアーズが優勝。

### 12月
- 12月1日 - ビセンテ・フォックス・ケサーダがメキシコの大統領就任。
- 12月10日 - セラムがエチオピアのディキカで発見される。
- 12月11日-アメリカの高速鉄道アセラが運行開始する。
- 12月21日 - オランダで世界初の同性結婚法が成立（施行は翌年4月1日）。
- 12月30日 - フィリピンのマニラ首都圏で連続爆弾テロ。22人死亡、100人以上負傷。
- 12月31日 - この日を以って2千年紀、20世紀が終わる。

## 天候・天災・観測等
- 太陽活動の黒点極大期を迎えた（第23太陽周期）。

## 芸術・文化・ファッション

### 文学
- ベストセラー
  - 『ハリー・ポッターと秘密の部屋』日本語版（著：J・K・ローリング、訳：松岡佑子、静山社）

### 映画
日付は本国公開日。
本国公開・日本公開ともに当年
- 1月1日 - ファンタジア2000（製作総指揮：ロイ・エドワード・ディズニー）
- 5月5日 - グラディエーター（監督：リドリー・スコット）
- 5月14日 - ヤンヤン 夏の想い出（監督：エドワード・ヤン）
- 5月19日 - ダイナソー（監督：エリック・レイトン、ラルフ・ゾンダグ）
- 5月24日 - ミッション:インポッシブル2（監督：ジョン・ウー）
- 6月16日 - タイタンA.E.（監督：ドン・ブルース、ゲイリー・ゴールドマン）
- 8月4日 - スペース カウボーイ（監督：クリント・イーストウッド）
- 9月8日 - ダンサー・イン・ザ・ダーク（監督：ラース・フォン・トリアー）
- 11月3日 - チャーリーズ・エンジェル（監督：マックG）

本国公開映画（日本公開は翌年以降）
- 3月31日 - エル・ドラド 黄金の都（監督：エリック・ビーボ・バージェロン、ドン・ポール、デヴィッド・シルヴァーマン）
- 5月12日 - 鬼が来た!（監督：姜文）
- 6月16日 - アモーレス・ペロス（監督：アレハンドロ・ゴンサレス・イニャリトゥ）
- 6月21日 - チキンラン（監督：ニック・パーク）
- 9月1日 - スナッチ（監督：ガイ・リッチー）
- 9月3日 - メメント（監督：クリストファー・ノーラン）
- 9月9日 - JSA（監督：パク・チャヌク）
- 9月13日 - あの頃ペニー・レインと（監督：キャメロン・クロウ）
- 9月29日 - リトル・ダンサー（監督：スティーブン・ダルドリー）
- 9月29日 - 花様年華（監督：ウォン・カーウァイ）
- 10月27日 - レクイエム・フォー・ドリーム（監督：ダーレン・アロノフスキー）
- 12月15日 - ショコラ（監督：ラッセ・ハルストレム）
- 12月15日 - ラマになった王様（監督：マーク・ディンダル）
- 12月27日 - トラフィック（監督：スティーヴン・ソダーバーグ）

### 音楽
- 1月26日 - サザンオールスターズ「TSUNAMI」発売。累計293.6万枚（オリコン調べ）で当時のCDシングル売上歴代1位を記録。
- 3月21日 - イン・シンクのアルバム『No Strings Attached』発売。初動売上241.6万枚（サウンドスキャン調べ）で当時の全米最高記録。
- 6月1日 - TUBEがアジア人としては初となる「アロハ・スタジアム」でのライブを開催。2万以上を動員した。

### ゲーム
- コンピュータゲーム

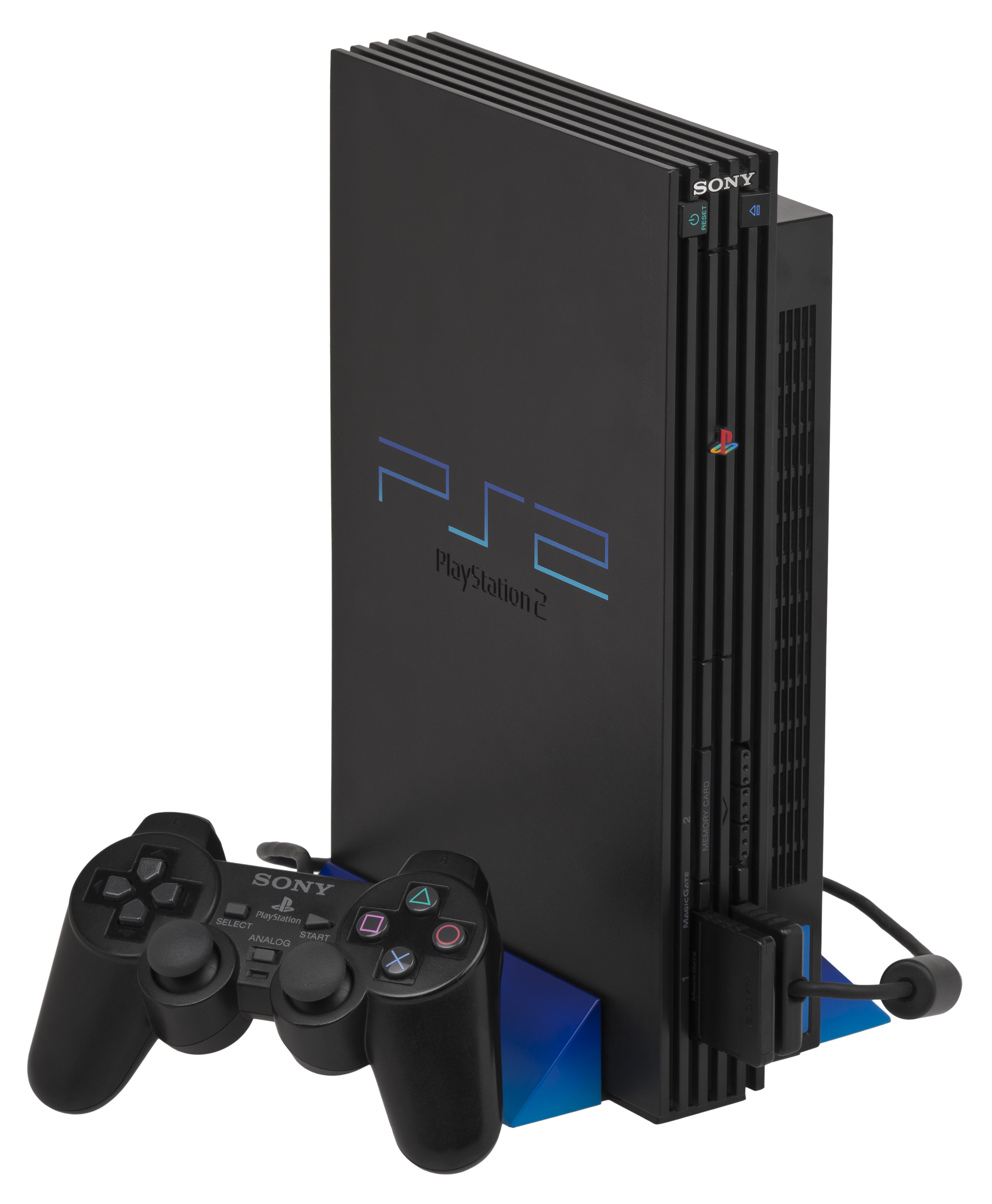
PlayStation 2

  - ソニー・コンピュータエンタテインメント (SCEI) が家庭用ゲーム機「PlayStation 2」を発売。
    - 日本 - 2000年3月4日発売
    - 北米（アメリカ・カナダ） - 2000年10月26日発売
    - ヨーロッパ - 2000年11月24日発売
    - オセアニア（オーストラリア・ニュージーランド） - 2000年11月30日発売

### スポーツ
- シドニーオリンピック開催

メジャーリーグ
- ワールドシリーズ優勝 - ニューヨーク・ヤンキース

サッカー
- UEFA欧州選手権優勝 - フランス
- AFCアジアカップ優勝 - 日本

ゴルフ
- 全米オープン（ペブルビーチ）- タイガー・ウッズ

## 誕生

### 1月
- 1月1日 - エカテリーナ・アレクサンドロフスカヤ、フィギュアスケート選手（+ 2020年）
- 1月2日 - 守屋麗奈、アイドル（櫻坂46）
- 1月6日 - クォン・ウンビン、アイドル（元CLC）
- 1月6日 - シュファ、アイドル ((G)I-DLE)
- 1月8日 - ノア・サイラス、女優、声優
- 1月10日 - 山本草太、フィギュアスケート選手
- 1月11日 - イ・チェヨン、アイドル（元IZ*ONE）
- 1月15日 - スヒョン、アイドル、女優 (Billlie)
- 1月19日 - チェ・ダビン、フィギュアスケート選手
- 1月20日 - タイラー・ヒーロー、バスケットボール選手 (SG)
- 1月21日 - 佐々木舞香、アイドル、歌手 (=LOVE)
- 1月26日 - アンジェリーク・アバチキナ、フィギュアスケート選手
- 1月26日 - 佐々木旭、サッカー選手
- 1月26日 - ダリアス・ガーランド、バスケットボール選手 (PG)
- 1月26日 ‐ 横山友紀、将棋棋士
- 1月28日 - ドゥシャン・ヴラホヴィッチ、サッカー選手（セルビア代表）
- 1月30日 - 西田有志、バレーボール選手（大阪ブルテオン）
- 1月31日 - フリアン・アルバレス、サッカー選手（アルゼンチン代表）

### 2月
- 2月2日 - 村上宗隆、プロ野球選手
- 2月5日 - ジョーダン・ナガイ、声優
- 2月10日 - ヤラ・シャヒディ、女優
- 2月14日 - 王鵬幸之介、大相撲力士（大嶽部屋）
- 2月16日 - コービー・ホワイト、バスケットボール選手 (SG)
- 2月19日 - 森戸知沙希、元アイドル（モーニング娘。）
- 2月21日 - 宮澤佑門、ギタリスト
- 2月23日 - 井上絢登、プロ野球選手
- 2月28日 - 上白石萌歌、女優、歌手 (adieu)
- 2月28日 - モイーズ・キーン、サッカー選手
- 2月28日 - 高橋恭平、アイドル（なにわ男子）、俳優
- 2月29日 - タイリース・ハリバートン、バスケットボール選手 (PG)
- 2月29日 - メロディー・雛・マークス、AV女優

### 3月
- 3月14日 ‐ 大西竜平、囲碁棋士
- 3月20日 - ファン・ヒョンジン、アイドル (Stray Kids)
- 3月21日 - ユン・サナ（朝鮮語版）、アイドル (ASTRO)
- 3月23日 - ロンジュン、アイドル (NCT)
- 3月25日 - カムデン・プルキネン、フィギュアスケート選手
- 3月25日 - ジェイドン・サンチョ、サッカー選手
- 3月27日 - ソフィー・ネリッセ、女優
- 3月28日 - アレーイナ・ティリティ、歌手
- 3月29日 - ジュリー、アイドル (KISS OF LIFE)
- 3月30日 - マリウス葉、元アイドル (Sexy Zone)

### 4月
- 4月4日 - 旭海雄蓮、大相撲力士
- 4月4日 - 戸郷翔征、プロ野球選手
- 4月5日 - 木全翔也、アイドル (JO1)
- 4月6日 - CJ・アダムス、子役
- 4月9日 - 坂本花織、フィギュアスケート選手
- 4月9日 - ジャッキー・エヴァンコ、歌手
- 4月11日 - アレクセイ・クラスノジョン、フィギュアスケート選手
- 4月11日 - カリナ、アイドル (aespa)
- 4月11日 - モーガン・リリー、女優
- 4月13日 - 大平祥生、アイドル (JO1)
- 4月14日 - 平野美宇、卓球選手
- 4月14日 - ムン・サンミン、俳優、モデル
- 4月18日 - 大園玲、アイドル（櫻坂46）
- 4月19日 - 根尾昂、プロ野球選手
- 4月23日 - クロエ・キム、スノーボード選手
- 4月23日 - ジェノ、アイドル (NCT)

### 5月
- 5月4日 - ケビン・ポーター・ジュニア、バスケットボール選手 (SG)
- 5月5日 - 阿武剋一弘、大相撲力士
- 5月5日 - 与田祐希、タレント、女優（元乃木坂46）
- 5月6日 - 金城碧海、アイドル (JO1)
- 5月7日 - 原田葵、元アイドル（元櫻坂46）、フジテレビアナウンサー
- 5月11日 - 角田裕毅、レーシングドライバー
- 5月14日 - ルチアーノ・ピシチーニ、ギタリスト
- 5月15日 - コール・アンソニー、バスケットボール選手 (PG)
- 5月15日 - ダヤナ・ヤストレムスカ、テニス選手
- 5月15日 - ときのそら、アイドル（ホロライブプロダクション）
- 5月18日 - ライアン・セセニョン、サッカー選手
- 5月21日 - たけのこ、小説家
- 5月23日 - ジャクソン・ヘイズ、バスケットボール選手 (C)
- 5月24日 - 大青山大介、大相撲力士
- 5月28日 - フィル・フォーデン、サッカー選手
- 5月30日 - ジャレッド・S・ギルモア、子役

### 6月
- 6月1日 - ウィロウ・シールズ、女優
- 6月6日 - ヘチャン、アイドル (NCT)
- 6月6日 - Vaundy、アーティスト
- 6月7日 - 大の里泰輝、大相撲力士
- 6月7日 - 小園海斗、プロ野球選手
- 6月7日 - 瀬古歩夢、サッカー選手
- 6月12日 - 小林歌穂、アイドル（私立恵比寿中学）
- 6月12日 - 辻華、囲碁棋士
- 6月13日 - ペニー・オレクシアク、競泳選手
- 6月14日 - R・J・バレット、バスケットボール選手 (SG)
- 6月16日 - ビアンカ・アンドレースク、テニス選手

### 7月
- 7月4日 - 池江璃花子、競泳選手
- 7月6日 - イェスペリ・コトカニエミ、アイスホッケー選手
- 7月6日 - ザイオン・ウィリアムソン、バスケットボール選手 (PF)
- 7月7日 - 早田ひな、卓球選手
- 7月8日 - ベンジャミン・ストックハム、俳優
- 7月9日 - 素根輝、柔道家
- 7月12日 - ヴィニシウス・ジョゼ・パイション・デ・オリヴェイラ・ジュニオール、サッカー選手
- 7月14日 - 阿部詩、柔道家
- 7月15日 - パウロ・エンヒキ・サンパイオ・フィーリョ、サッカー選手
- 7月16日 - ジョナサン・モーガン・ハイト、俳優
- 7月21日 - アーリング・ブラウト・ハーランド、サッカー選手
- 7月25日 - ジャン・ハオ、歌手 (ZEROBASEONE)
- 7月25日 - プレストン・ベイリー、俳優
- 7月25日 - メイソン・クック、俳優
- 7月29日 - マーカス・アームストロング、レーシングドライバー
- 7月31日 - 京典和玖、俳優

### 8月
- 8月1日 - キム・チェウォン、アイドル (LE SSERAFIM)
- 8月12日 - アキレアス＝アンドレアス、ギリシャの王子
- 8月13日 - ジェミン、アイドル (NCT)
- 8月14日 - 森下翔太、プロ野球選手
- 8月18日 - 山口航輝、プロ野球選手
- 8月24日 - 早川聖来、元アイドル、元女優（乃木坂46）
- 8月27日 - 濱田龍臣、俳優
- 8月29日 - 浜辺美波、女優

### 9月
- 9月1日 - 醍醐虎汰朗、俳優
- 9月6日 - 外薗健、漫画家
- 9月8日 - 蛭間拓哉、プロ野球選手
- 9月8日 - まりあ、女優
- 9月14日 - ハン、アイドル (Stray Kids)
- 9月15日 - フィリックス、アイドル (Stray Kids)
- 9月18日 - 藤井直樹、アイドル
- 9月22日 - スンミン、アイドル (Stray Kids)
- 9月25日 - 幾田りら、シンガーソングライター（YOASOBI、ぷらそにか）

### 10月
- 10月10日 - エイディン・ミンクス、俳優
- 10月10日 - 佐野雄大、アイドル (INI)
- 10月10日 - 劉揚揚、アイドル (NCT)
- 10月14日 - ムン・ジンヒョク、プロアイスホッケー選手
- 10月21日 - 伊藤美誠、卓球選手
- 10月25日 - ヴィンセント・ジョウ、フィギュアスケート選手
- 10月26日 - 見上愛、女優
- 10月28日 - 中山莉子、アイドル（私立恵比寿中学）
- 10月30日 - ジゼル、アイドル (aespa)
- 10月30日 - 橋本涼、アイドル（B&ZAI）
- 10月31日 - アドリアーナ・ディアス、卓球選手
- 10月31日 - 井上瑞稀、アイドル（KEY TO LIT）
- 10月31日 - ウィロー・スミス、歌手、俳優、ダンサー

### 11月
- 11月1日 - 加藤心（ココロ）、アイドル（ME:I、元Cherry Bullet）
- 11月2日 - アルフォンソ・デイヴィス、サッカー選手
- 11月2日 - 小林愛理奈、キックボクサー
- 11月4日 - 孫穎莎、卓球選手
- 11月7日 - カラム・ハドソン＝オドイ、サッカー選手
- 11月8日 - アナスタシヤ・スコプツォワ、フィギュアスケート選手
- 11月8日 - 王源、歌手、俳優
- 11月10日 - マッケンジー・フォイ、女優、モデル
- 11月20日 - コニー・タルボット、歌手
- 11月22日 - アウリイ・クラヴァーリョ、女優
- 11月25日 - ショウタロウ、アイドル（RIIZE、元NCT）
- 11月25日 - 福本莉子、女優、タレント、歌手
- 11月28日 - 易烊千璽、俳優、歌手
- 11月30日 - 樋口幸平、俳優、モデル

### 12月
- 12月1日 - 福田茉耶、女優、プロレスラー
- 12月7日 - キム・ユンジェ、プロアイスホッケー選手
- 12月11日 - 鶴房汐恩、アイドル (JO1)
- 12月13日 - 宮島優心、アイドル (ORβIT)
- 12月18日 - 佳原萌枝、声優
- 12月19日 - 河合優実、女優
- 12月28日 - 宮川愛李、歌手

## ノーベル賞
- 物理学賞 - ジョレス・アルフョーロフ、ハーバート・クレーマー、ジャック・キルビー
- 化学賞 - アラン・ヒーガー、アラン・マクダイアミッド、白川英樹
- 生理学・医学賞 - アルビド・カールソン、ポール・グリーンガード、エリック・カンデル
- 文学賞 - 高行健
- 平和賞 - 金大中
- 経済学賞 - ジェームズ・ヘックマン、ダニエル・マクファデン